# Sobieżyr
Sobieżyr – staropolskie imię męskie, złożone z członów Sobie- i -żyr ("pokarm, czynność jedzenia, życie").
Sobieżyr imieniny obchodzi 11 listopada.